# Kokoro
Kokoro est une commune rurale située dans le département de Kourouma de la province de Kénédougou dans la région des Hauts-Bassins au Burkina Faso.

## Géographie
Kokoro est située à environ 15 km au sud-est de Kourouma.

## Santé et éducation
Kokoro accueille un centre de santé et de promotion sociale (CSPS).